# Mount Edred
Mount Edred ist ein markanter, 2195 m hoher Berg, der 16 km landeinwärts vom George-VI-Sund am südlichen Ende der Douglas Range an der Ostküste der antarktischen Alexander-I.-Insel aufragt.
Erste Luftaufnahmen dieses Berges nahm der US-amerikanische Polarforscher Lincoln Ellsworth bei einem Überflug am 23. November 1935 auf. Diese dienten seinem Landsmann W. L. G. Joerg für eine erste Kartierung. Die Ostseite wurde 1936 bei der British Graham Land Expedition (1934–1937) unter der Leitung des australischen Polarforschers John Rymill oberflächlich vermessen. Eine genauere Vermessung erfolgte 1949 durch den Falkland Islands Dependencies Survey, der den Berg nach dem englischen König Edred (≈924–955) benannte. Die Westseite kartierte der britische Geograph Derek Searle 1960 anhand von Luftaufnahmen der Ronne Antarctic Research Expedition (1947–1948) unter der Leitung des US-amerikanischen Polarforschers Finn Ronne.